# Jezioro Stężyckie
Jezioro Stężyckie (kaszb. Stãżecczé Jezoro) – jezioro rynnowe położone na Pojezierzu Kaszubskim (powiat kartuski, województwo pomorskie) na wysokości 163 m n.p.m., o powierzchni 62 ha, długości 2 km, szerokości do 500 m oraz głębokości maksymalnej 12 m.
Jezioro od północy jest połączone rzeką Radunią z Jeziorem Raduńskim Górnym; między tymi jeziorami leży wieś Stężyca. Tu zaczyna się i kończy szlak wodny "Kółko Raduńskie".